# Kraszew (powiat Łódzki Wschodni)
Kraszew is een plaats in het Poolse district  Łódzki wschodni, woiwodschap Łódź. De plaats maakt deel uit van de gemeente Andrespol en telt 425 inwoners.